# Ван Хаге, Элизе
Элизе ван Хаге (нидерл. Elise van Hage, род. 6 апреля 1989, Нордвейкерхаут) — нидерландская профессиональная шоссейная и трековая велогонщица, чемпионка Нидерландов в шоссейной групповой гонке среди юниоров (2007), чемпионка мира в скрэтче среди юниоров (2006), двукратная чемпионка Европы среди юниоров в скретче и гонке по очкам (2006), семикратная чемпионка Нидерландов по трековому велоспорту среди юниоров (2005, 2006).

## Достижения

### Шоссе
2004
 Чемпионат Нидерландов — групповая гонка (кадеты)
2005
 Чемпионат Нидерландов — групповая гонка (кадеты)
2006
4-я на Омлоп ван Борселе U19
5-я на чемпионате Нидерландов — групповая гонка U19
3-я на чемпионате Нидерландов — индивидуальная гонка U19
8-я на чемпионате Европы — индивидуальная гонка U19
2-я на чемпионате Европы — групповая гонка U19
2007
Омлоп ван Борселе U19
 Чемпионат Нидерландов — групповая гонка U19
Стер Зеувс Эйанден
9-я на 2-м этапе
9-я на 3-м этапе
7-я в очковой классификации
5-я в молодёжной классификации
7-я на чемпионате Европы — групповая гонка U19
8-я на чемпионате мира — групповая гонка U19
2-я на чемпионате Нидерландов — индивидуальная гонка U19
2008
2-я на 7-Дорпеномлоп Албург
4-я на Омлоп дор Миддаг-Хюмстерланд
3-я на Терме Кассеейеномлоп
Стер Зеувс Эйанден
6-я на 2-м этапе
7-я на 3-м этапе
5-я в очковой классификации
3-я в молодёжной классификации
4-я на Опен Воргорда TTT
Чемпионат мира по велоспорту среди студентов — групповая гонка
2-я на Noordwijk Classic
2009
3-я на Омлоп дер Кемпен
Noordwijk Classic

### Трек
2005
 Чемпионат Нидерландов — спринт U19
 Чемпионат Нидерландов — гит U19
 Чемпионат Нидерландов — скрэтч U19
 Чемпионат Нидерландов — кейрин U19
2006
 Чемпионат Европы U23 и U19 — гонка по очкам U19
 Чемпионат Европы U23 и U19 — скрэтч U19
 Чемпионат мира U19 — скрэтч
 Чемпионат Нидерландов — гит U19
 Чемпионат Нидерландов — скрэтч U19
 Чемпионат Нидерландов — гонка по очкам U19
2007
3-я на чемпионате Нидерландов — скрэтч
2008
3-я на чемпионате Нидерландов — скрэтч
2010
3-я на чемпионате Нидерландов — командный спринт (с Афке Эсхёйс и Натали ван Гог)

## Национальный рекорд, командная гонка преследования
После введения женской командной гонки преследования на 3000 м в сезоне 2007-08 годов в велоспорте на треке, Ван Хаге была частью команды, установившей новый национальный рекорд Нидерландов. Сейчас она уже не является рекордсменкой.
| Время    | Скорость (км/ч) | Гонщицы                                          | Соревнование                                                                               | Место     | Дата          | Прим. |
| -------- | --------------- | ------------------------------------------------ | ------------------------------------------------------------------------------------------ | --------- | ------------- | ----- |
| 3:31.596 | 51.040          | Эллен Ван Дейк Марлейн Биннендейк Элизе ван Хаге | Чемпионат мира по трековому велоспорту 2008 — командная гонка преследования (квалификация) | Манчестер | 28 марта 2008 | [ 3 ] |